# Coupe du monde de biathlon 1984-1985
Navigation
Édition précédente Édition suivante
La 8e édition de la Coupe du monde de biathlon commence à Minsk et se conclut à Oslo. L'Allemand de l'Est Frank-Peter Rötsch remporte le classement général devant le Soviétique Yuri Kashkarov. Par ailleurs, chez les femmes, la Norvégienne Sanna Grønlid remporte la Coupe d'Europe.

## Classement général de la Coupe du monde
| Rang | Nom                | Points | Victoire(s) |
| ---- | ------------------ | ------ | ----------- |
| 1    | Frank-Peter Rötsch | 171    | 4           |
| 2    | Youri Kachkarov    | 141    | 1           |
| 3    | Peter Angerer      | 140    | 1           |
| 4    | Alfred Eder        | 138    | 1           |
| 5    | Andreï Zenkov      | 130    | 1           |

## Classement général de la Coupe d'Europe
| Rang | Nom            | Points | Victoire(s) |
| ---- | -------------- | ------ | ----------- |
| 1    | Sanna Grønlid  | 110    | 1           |
| 2    | Eva Korpela    | 106    | 1           |
| 3    | Kaija Parve    | 104    |             |
| 4    | Elena Golovina | 100    | 2           |
| 5    | Siv Bråten     | 194    | 1           |